# Pirron und Knapp
Pirron und Knapp waren ein österreichisches Musikerduo, das 1946 bis 1961 aus Bobby Pirron und Josef Knapp bestand und mit kabarettistischen Texten in der Nachkriegszeit bekannt wurde.

## Interpreten

### Pirron
Robert Cuny de Pierron (Pseudonym: Pirron, später: Bobby Pirron) wurde am 16. Oktober 1918 in Zürich geboren. Er war der Sohn der Wienerlieder-Sängerin und Operetten-Diva Carola Ruska, und eines Angehörigen des Adelsstandes, dessen Haus 1559 im Auftrag Kaiser Karls V. geadelt wurde. Während seiner Militärzeit lernte Cuny de Pierron den Eisengießer Josef Gnapp kennen, mit dem er 1946 das Duo „Pirron und Knapp“ bildete. Zunächst absolvierte er eine Hotelfachschule, später war er Akkordeonspieler, Conferencier und Texter. Zuletzt lebte er in einem Seniorenheim in Wien. Am 19. Dezember 2007 starb Bobby Pirron in Wien und wurde am 4. Jänner 2008 auf dem Baumgartner Friedhof (Gruppe E, Nummer G14) beigesetzt. Sein Sohn Harald „Harry“ Cuny de Pierron (* 5. Februar 1947 in Wien) ist Keyboarder unter anderem bei Ostbahn-Kurti und die Chefpartie unter dem Pseudonym Mario Adretti und spielte auch seit 1979 mit Heli Deinboek zusammen.

### Knapp
Josef Gnapp (Pseudonym: Knapp) wurde am 27. August 1917 in Wien geboren, wo er am 12. Februar 1999 auch starb. Sein erlernter Beruf war Eisengießer. Gnapp wurde auf dem Inzersdorfer Friedhof (Gruppe W5B, Nummer 21) bestattet.

## Pirron und Knapp
Schon 1937 lernten die beiden einander während Pirrons Militärzeit kennen. Ermuntert durch den Conférencier und Künstlervermittler Max Lustig bildeten die beiden 1946 das Gesangsduo Pirron und Knapp. Ein Vorbild für die beiden war das Duo Wondra und Zwickl. Die Texte ihrer kabarettistischen Lieder wurden rasch gesungen und nahmen die Freuden und Probleme der Zeit aufs Korn, wie etwa das Baden im Tröpferlbad, den Campingurlaub, das Goggomobil („Das Fräulein Vera“ Text von Josef Gnapp. Original Musik von Peter DeRose und Lyrics von Carl Sigman), (Buonasera Signorina) Buona Sera (Good Night), erstmals 1950 veröffentlicht von Mercury Records, gesungen von Louis Prima und Keely Smith & Chorus, 1958 auch von Dean Martin, Adriano Celentano, u. v. a.), oder die Waschmaschine („Fifi“).
Das Duo trennte sich 1961. Laut einer ORF-Doku anlässlich des Todes von Bobby Pirron aus dem Jahr 2007 waren Streitigkeiten wegen Tantiemen der Auslöser der Trennung. Der geniale Texter und kreative Teil des Duos, Josef Knapp, hatte seinem Partner Bobby Pirron, der sich um Werbung und den Verkauf kümmerte, versprochen, ihn an allen Titeln mit einem Viertel der Tantiemen zu beteiligen. Doch Knapp hatte es bei den letzten gemeinsam eingespielten Musiktiteln unterlassen, dies bei der Produktionsfirma anzumelden. Dies war der Grund für Pirron, die Zusammenarbeit nach 15 Jahren zu beenden. Während Knapp danach als Versicherungsangestellter arbeitete, machte Pirron als Solist weiter. 1984 kam es ein letztes Mal zu einer Begegnung der beiden, anlässlich der Verleihung der Österreichischen Goldenen Schallplatte, wobei sie weder miteinander sprachen noch sich die Hände reichten.

## Diskografie (Auswahl)
Von den vermutlich 16 gemeinsamen Schallplatten ist nicht bekannt, wie viele davon Singles bzw. Langspielplatten sind. Folgende Titel ließen sich eruieren:
- Das Fräulein Vera / Fifi (Die Waschmaschine) (Single Philips 341 483)
- Camping / Atombombiges (Single Philips 341 507)
- Im Kino / In der Straßenbahn (Single)
- Mondsüchtig / Bella Venezia (Single Philips 341 533)
- Im Warenhaus / Saunarock (Single Philips 341 594)
- Hausmasta Rock / Das Ländermatch (Single Philips 341 482)
- Mir hab’n an Fernsehapparat / Affentheater (Single Philips 341 627)
- Knapps tönende Pirronschau Nr. 1 / Wirtschaftswunder (Single)
- Im Tröpferlbad (1957) / Blitzo / In der Straßenbahn (1957) / Im Kino (EP Philips 428 025 PE)
- Bella Venezia / Mondsüchtig / Atombombiges / Camping (EP Philips 428 056 PE)
- Hausmasta Rock / Das Ländermatch / Das Fräulein Vera / Fifi (Die Waschmaschine) (EP Philips 428 037 PE)
- Knapps tönende Pirronschau / Sauna Rock / Wirtschaftswunder / Im Warenhaus (EP Philips 431 804 PE)
- Der schlaue Fuchs weiß es (nur als Schallfolie als Werbegeschenk von Rekord Kohlebriketts)
- Kleine Bambina / Cowboy-Jimmy (78rpm Schellackplatte „Standard“)
- Die große Lachparade 1 (LP, AT: Gold)[8]
- Die große Lachparade 2 (LP)
- Die große Lachparade 1 + 2 (CD)
- Rosana / Geliebte kleine Rosalinde (78rpm Schellackplatte „Standard“)
- Kleine Eva-Kathrein / Hü-o-hoh, alter Schimmel (78rpm Schellackplatte „Standard“)
- Camping / Im Warenhaus (Single) (Deutsche Pressung mit angepasstem Text in 'Camping': die Reise geht von München über Garmisch und endet am Zirler Berg, auch das Vokabular wurde teilweise angepasst: Scheuersand statt Reibsand etc.)

## Auszeichnungen
- 1996 wurde Bobby Pirron mit dem Goldenen Verdienstzeichen des Landes Wien geehrt.